# Ballon d’Or 1982

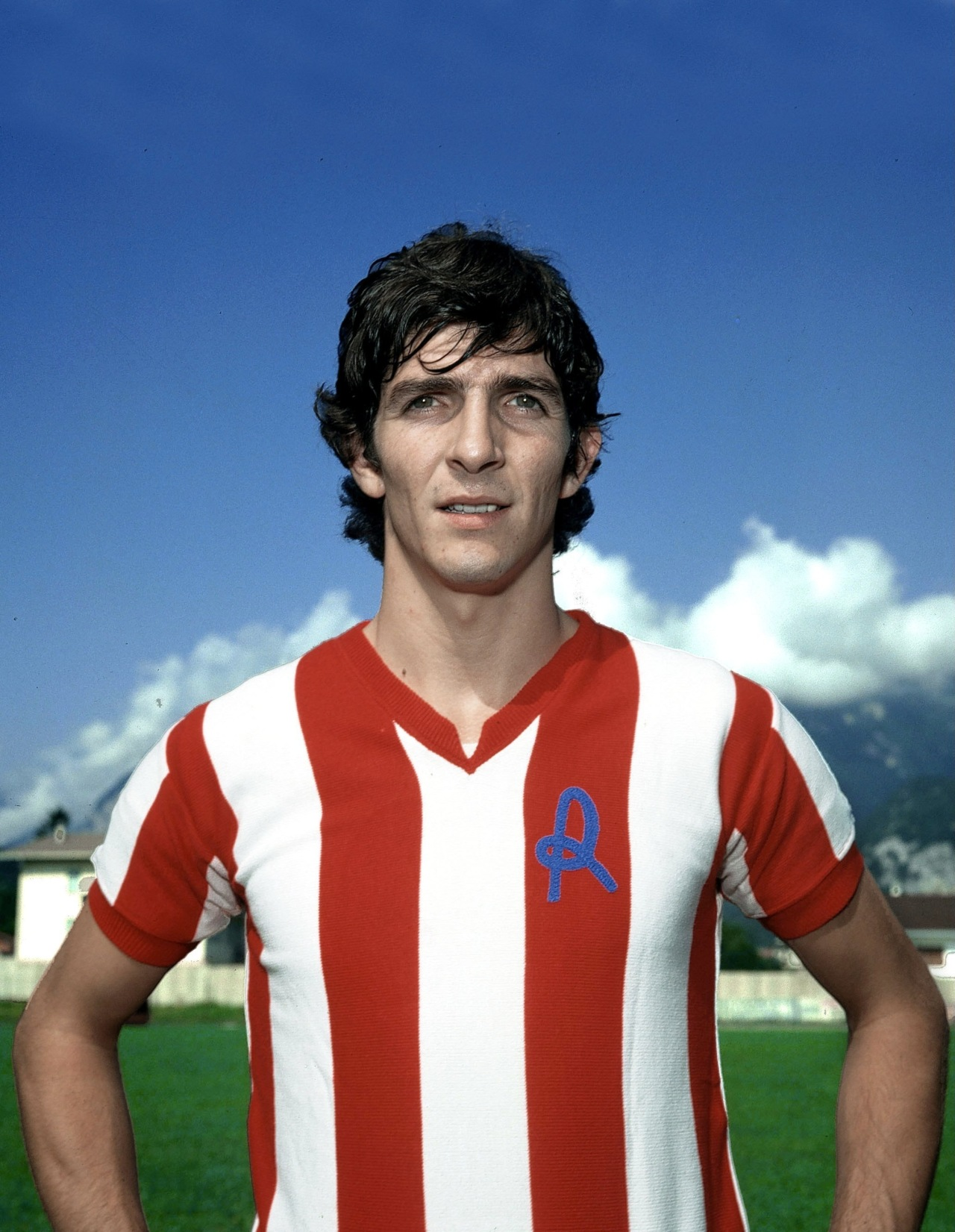
Rossi im Trikot von Lanerossi Vicenza

Mit dem 27. Ballon d’Or (französisch für Goldener Ball) der Zeitschrift France Football wurde der Italiener Paolo Rossi von Juventus Turin am 28. Dezember 1982 als „Europas Fußballer des Jahres“ mit 51 Punkten Vorsprung vor dem Franzosen Alain Giresse von Girondins Bordeaux ausgezeichnet. Der Preis wurde von einer Jury mit Sportjournalisten aus 26 Mitgliedsverbänden der UEFA verliehen. Rossi wurde in 24 Ländern gewählt, dabei stand er 21-mal an erster Position.

## Ergebnis
| Platz | Spieler                 | Nationalität   | Verein(e) 1982                    | Punkte |
| ----- | ----------------------- | -------------- | --------------------------------- | ------ |
| 01    | Paolo Rossi             | Italien        | Juventus Turin                    | 115    |
| 02    | Alain Giresse 1         | Frankreich     | Girondins Bordeaux                | 64     |
| 03    | Zbigniew Boniek         | Polen          | Widzew Łódź / Juventus Turin      | 53     |
| 04    | Karl-Heinz Rummenigge 1 | BR Deutschland | FC Bayern München                 | 51     |
| 05    | Bruno Conti             | Italien        | AS Rom                            | 48     |
| 06    | Rinat Dassajew          | Sowjetunion    | Spartak Moskau                    | 14     |
| 07    | Pierre Littbarski       | BR Deutschland | 1. FC Köln                        | 10     |
| 08    | Dino Zoff               | Italien        | Juventus Turin                    | 9      |
| 09    | Michel Platini          | Frankreich     | AS Saint-Etienne / Juventus Turin | 5      |
| 10    | Bernd Schuster          | BR Deutschland | FC Barcelona                      | 4      |
| 11    | Giancarlo Antognoni     | Italien        | AC Florenz                        | 3      |
| 12    | Bruno Pezzey            | Österreich     | Eintracht Frankfurt               | 2      |
| 12    | Gaetano Scirea          | Italien        | Juventus Turin                    | 2      |
| 12    | Eric Gerets             | Belgien        | Standard Lüttich                  | 2      |
| 16    | Paul Breitner           | BR Deutschland | FC Bayern München                 | 1      |
| 16    | Torbjörn Nilsson        | Schweden       | IFK Göteborg                      | 1      |
| 16    | Walter Schachner        | Österreich     | AC Cesena                         | 1      |
| 16    | Marco Tardelli          | Italien        | Juventus Turin                    | 1      |
| 16    | Marius Tresor           | Frankreich     | Girondins Bordeaux                | 1      |

Anmerkungen:
 